# Чемпіонат світу з трекових велоперегонів 1938
Чемпіонат світу з трекових велоперегонів 1938 проходив з 27 серпня по 4 вересня 1938 року в Амстердамі, Нідерланди. Змагання проводилися у спринті та гонці за лідером серед професіоналів та у спринті серед аматорів.

## Медалісти

### Чоловіки
Професіонали
| Дисципліна       | Золото       | Срібло         | Бронза            |
| Спринт           | Арі ван Вліт | Джеф Шеренс    | Альберт Ріхтер    |
| Гонка за лідером | Еріх Меце    | Вальтер Ломанн | Едоардо Северніні |

Аматори
| Дисципліна | Золото             | Срібло       | Бронза     |
| Спринт     | Джеф ван де Вайвер | Бруно Лоатті | Ян Дерксен |

## Загальний медальний залік
| Місце  | Країна             | Золото | Срібло | Бронза | Загалом |
| ------ | ------------------ | ------ | ------ | ------ | ------- |
| 1      | Нідерланди         | 2      |        | 1      | 3       |
| 2      | Третій Рейх        | 1      | 1      | 1      | 3       |
| 3      | Королівство Італія |        | 1      | 1      | 2       |
| 4      | Бельгія            |        | 1      |        | 1       |
| Всього | Всього             | 3      | 3      | 3      | 9       |